# Жорді Масіп
Жорді (Хорді) Масіп (ісп. Jordi Masip, нар. 3 січня 1989, Сабадель) — іспанський футболіст, воротар клубу «Реал Вальядолід».

## Клубна кар'єра
Народився 3 січня 1989 року в місті Сабадель. Першою командою Жорді був місцевий клуб «Мерсантіль». Він почав грати як польовий гравець, але у віці 12 років почав грати на позиції воротаря. Через три сезони, в 2004 році, п'ятнадцятирічний Масип потрапив в академію «Барселони». 

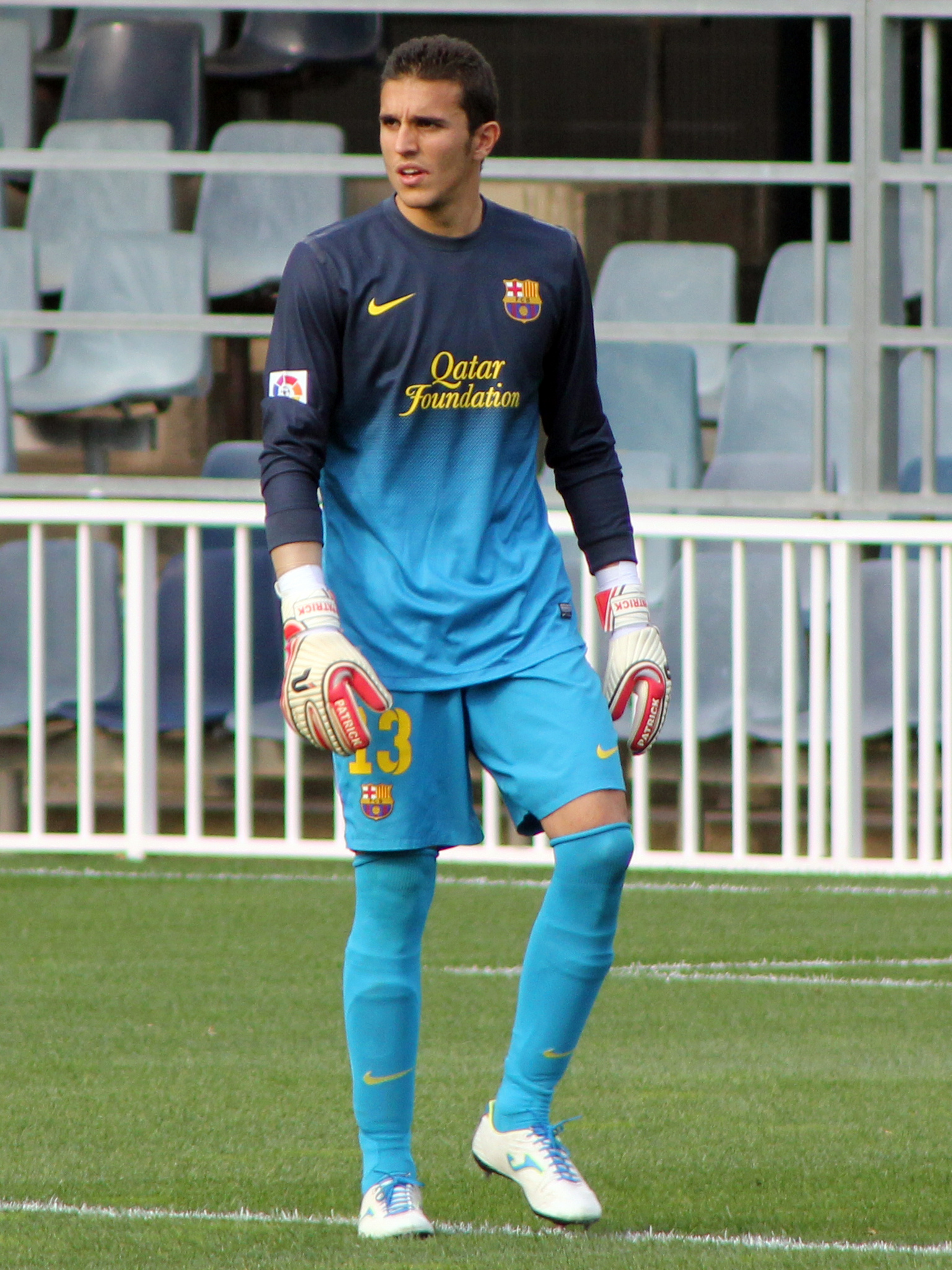
Жорді Масіп під час виступів за «Барселону Б». 25 листопада 2012 року.

Через чотири роки він підписав професійний контракт з резервною командою клубу «Барселона Б», який віддав його в оренду в інший каталонський клуб «Вілажуїга». Провівши один сезон у Терсері в цій команді, він повернувся в «Барселону Б» і дебютував в її складі 19 грудня 2009 року в матчі проти другої команди «Валенсії» (1:1). З сезону 2012/13 Масіп став основним воротарем другої команди. 
Влітку 2014 року був переведений до першої команди «Барселони», де став третім воротарем після Клаудіо Браво та Марк-Андре тер Штегена. 16 грудня 2014 року Масіп дебютував у складі основної команди в домашньому матчі Кубка Іспанії проти «Уески» на Камп Ноу, який завершився розгромною перемогою «блаугранас» 8:1. 23 травня наступного року, в останньому турі чемпіонату, коли клуб вже забезпечив собі чемпіонський титул, Масіп дебютував в Ла Лізі, пропустивши два голи в домашньому матчі з «Депортіво» (2:2).

## Виступи за збірні
2006 року кілька разів викликався до юнацької збірної Іспанії, проте взяв участь лише в одному матчі на юнацькому рівні.
2014 року дебютував в офіційних матчах у складі збірної Каталонії. Наразі провів у формі невизнаної ФІФА та УЄФА збірної 2 матчі.
| Дата       | Місто     | Господарі     | Результат | Гості         | Турнір           | Голи | Примітки |
| ---------- | --------- | ------------- | --------- | ------------- | ---------------- | ---- | -------- |
| 28-12-2014 | Більбао   | Країна Басків | 1 – 1     | Каталонія     | товариський матч | -    | 46'      |
| 26-12-2015 | Барселона | Каталонія     | 0 – 1     | Країна Басків | товариський матч | -    | 46'      |
| Усього     |           | Матчів        | 2         |               | Голів            | -    |          |

## Титули і досягнення
- Чемпіон Іспанії (2):

«Барселона»: 2014–15, 2015–16
- Володар Кубка Іспанії з футболу (2):

«Барселона»: 2014–15, 2015–16
- Володар Ліги чемпіонів УЄФА (1):

«Барселона»: 2014–15
- Володар Суперкубка УЄФА (1):

«Барселона»: 2015
- Клубний чемпіон світу (1):

«Барселона»: 2015